# Ivan Kirillovič Kirilov

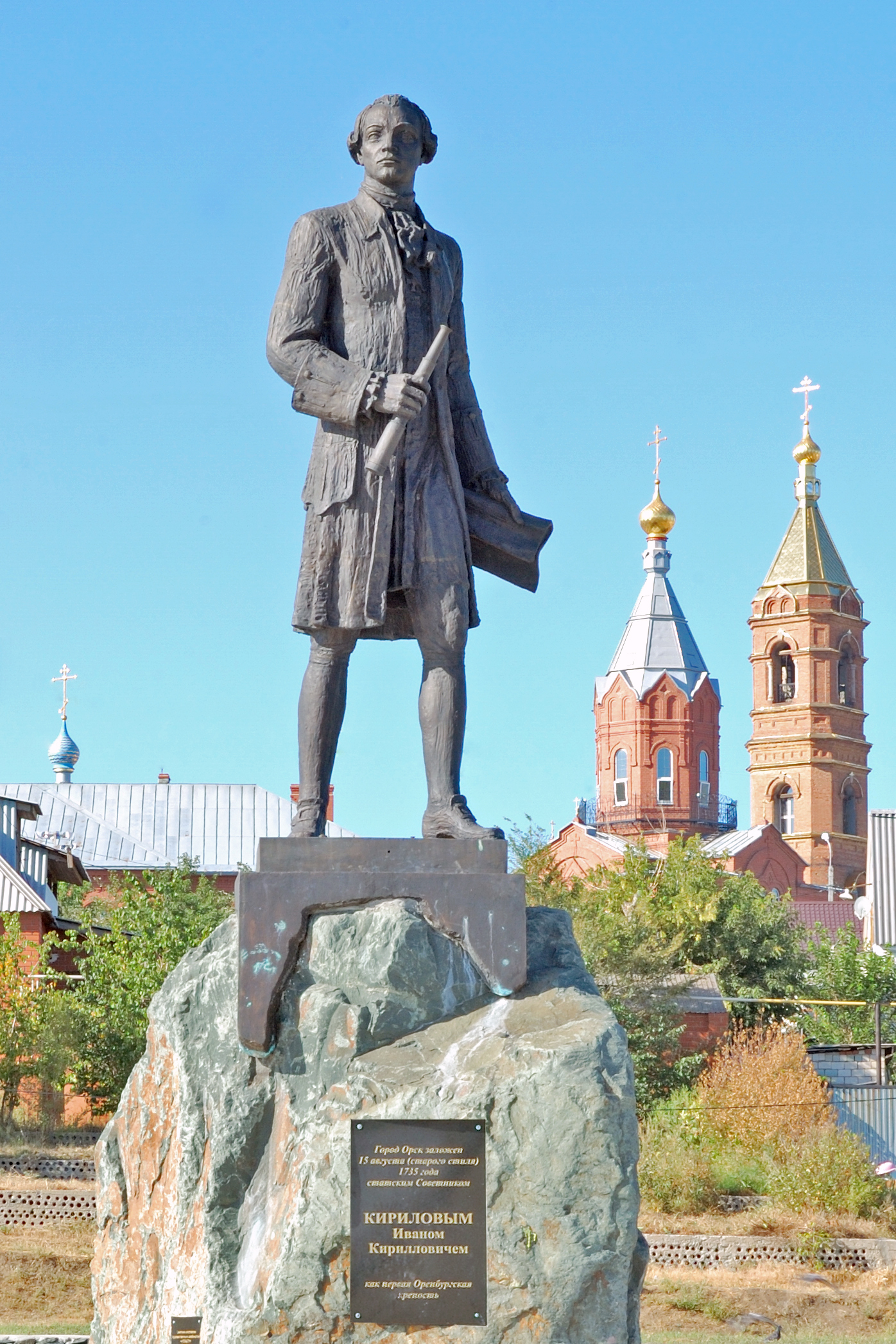
Monumento a Kirilov nella città di Orsk

Ivan Kirillovič Kirilov, in russo Ива́н Кири́ллович Кири́лов? (1695 – Samara, 25 aprile 1737), è stato un geografo e cartografo russo.

## Biografia
Nato nel 1695 (luogo sconosciuto), morì di tisi nel 1737 a Samara, dove fu sepolto nella chiesa di San Nicola Taumaturgo. Fu geografo, cartografo, funzionario governativo, statista e consigliere politico (nel 1734). Diplomatosi alla Scuola di matematica e navigazione di Mosca (nel 1707 o 1708), frequentò un corso di diritto presso l'Università di Königsberg dal 1717 al 1720. Alla fine del 1719 iniziò a dirigere i lavori sul rilievo topografico della Russia. Nel 1712-1734 prestò servizio al Senato (dal 1727 fu capo segretario). Sostenitore delle riforme di Pietro il Grande fece costruire le fabbriche di rame e ferro vicino a Tobol'sk. Fu uno dei fondatori della scienza geografica russa e fondatore della geografia economica russa. 

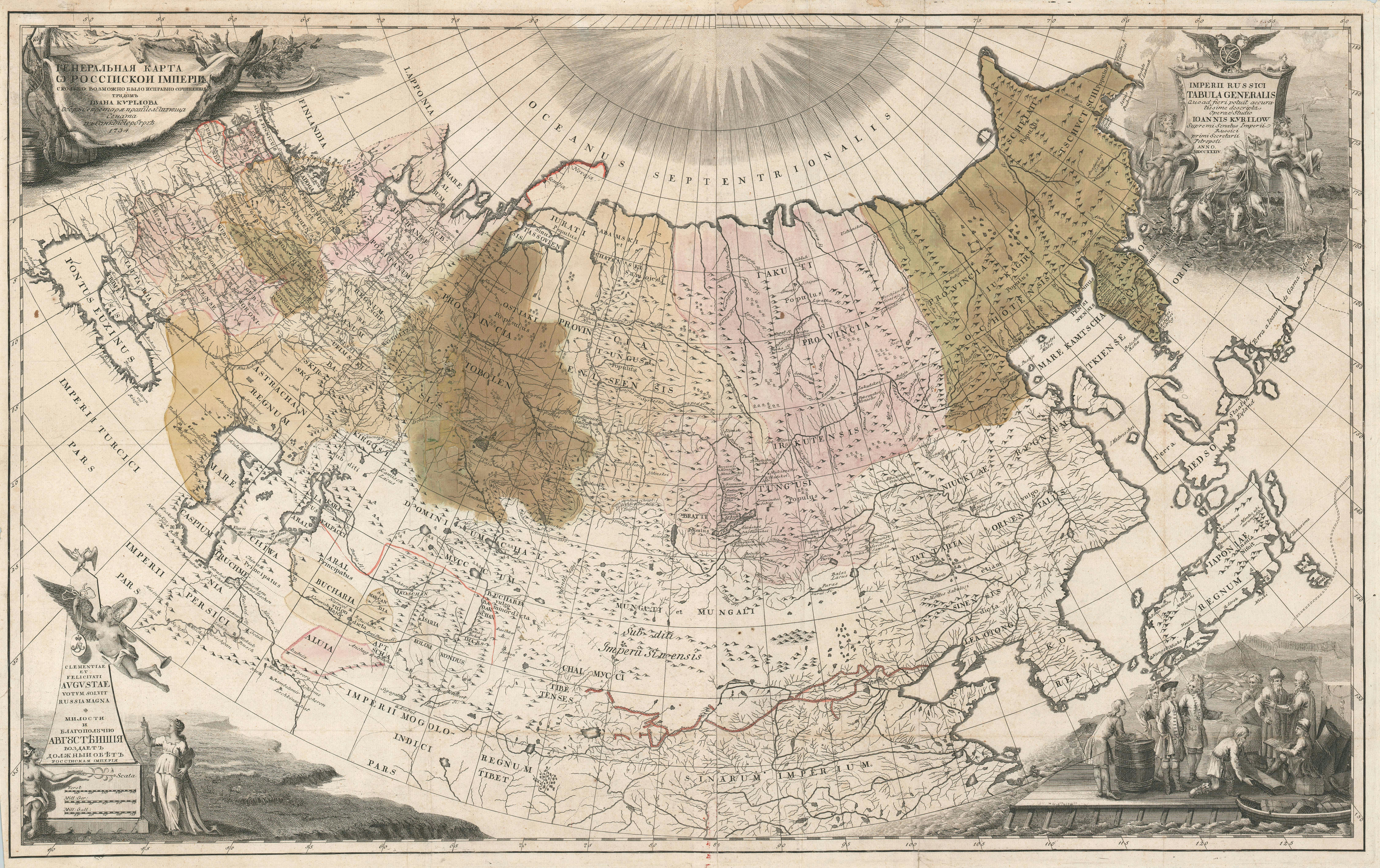
Mappa dell'Impero russo di I. K. Kirilov (1734)

Partecipò all'organizzazione della spedizione di A.F. Šestakov e della seconda spedizione in Kamčatka (1731-1733). Nel 1734 pubblicò il primo numero dell'atlante dell'Impero russo da lui concepito: «Atlas Imperii Russici» (Атлас Всероссийской империи). Nel 1734-37 guidò la spedizione di Orenburg, il cui scopo era la costruzione di un sistema di fortificazione al confine con la Baschiria e la fondazione della fortezza di Orenburg, avamposto della Russia nel sud degli Urali. Partecipò attivamente alla repressione delle rivolte baschire del 1735-1740, volte a impedire la costruzione di città e fabbriche nel Governatorato di Orenburg che dovevano "aprire una via libera alle merci verso Bukhara, Badachšan, Balkh e India."